# Weser bei Bremerhaven
Weser bei Bremerhaven este o arie protejată (arie specială de conservare — SAC, sit de importanță comunitară — SCI) din Germania întinsă pe o suprafață de 1.682 ha, integral marine.

## Localizare
Centrul sitului Weser bei Bremerhaven este situat la coordonatele 53°35′00″N 8°33′30″E / 53.5833°N 8.5583°E.

## Înființare
Situl Weser bei Bremerhaven a fost declarat sit de importanță comunitară în mai 2006 pentru a proteja 3 specii de animale. Situl a fost protejat și ca arie specială de conservare în martie 2015.

## Biodiversitate
Situată în ecoregiunea atlantică, aria protejată conține 2 habitate naturale: Estuare, Terase mlăștinoase și terase nisipoase neacoperite de apă la reflux.
La baza desemnării sitului se află mai multe specii protejate de  pești (3): Alosa fallax, Lampetra fluviatilis, Petromyzon marinus.